# Lituma nos Andes
Lituma nos Andes (em espanhol: Lituma en los Andes) é um romance de 1993 do escritor peruano Mario Vargas Llosa.
No romance, a polícia peruana investiga um assassinato, cujas suspeitas recaem sobre os terrucos da organização maoísta Sendero Luminoso. A obra examina as táticas e motivações dos rebeldes maoístas, porém também situa sua violência no contexto de um mundo mais antigo, onde a vida é brutal, numa sociedade que está às margens do mundo moderno.